# 免田站

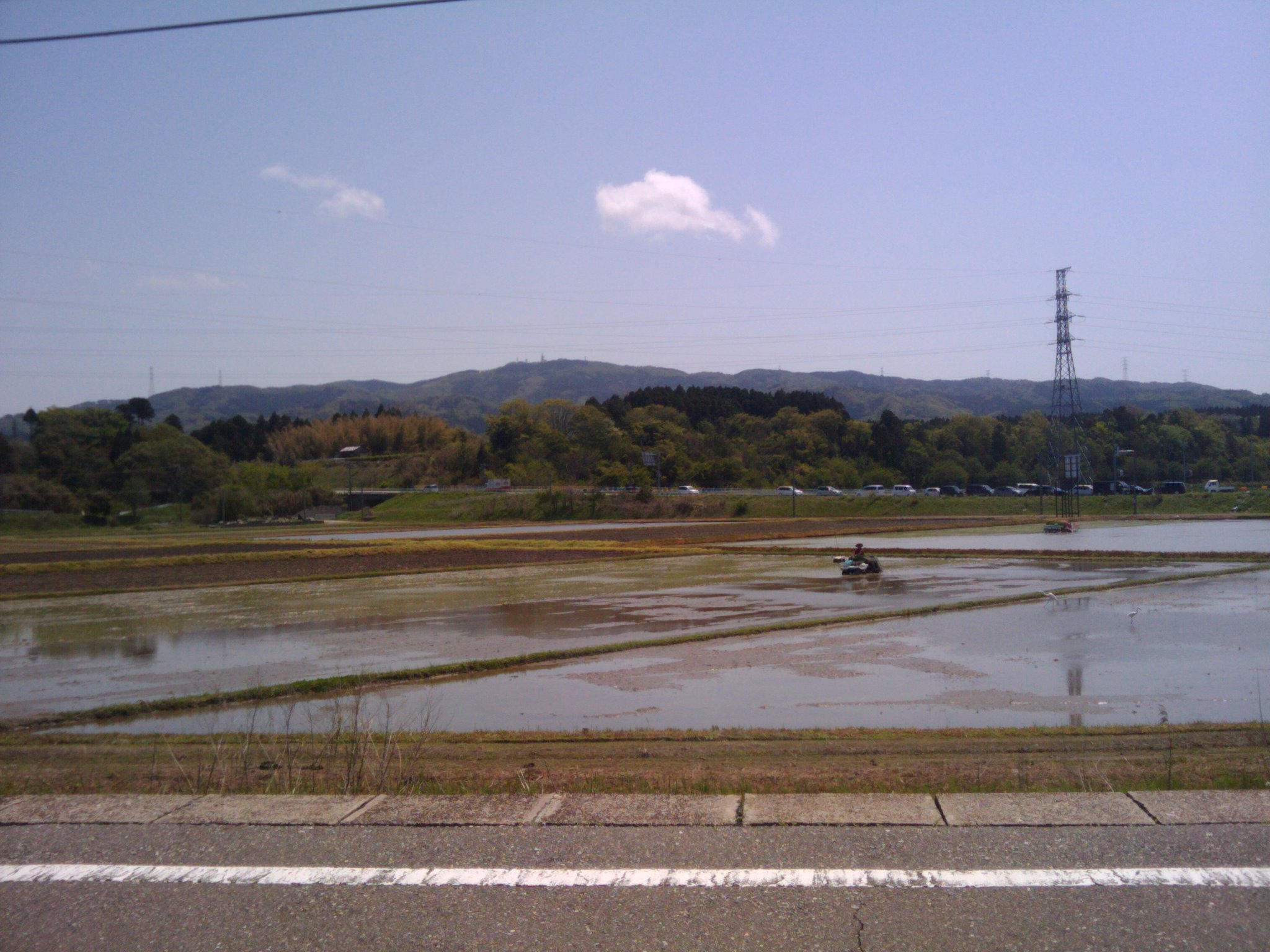
從免田站望向水田越寶達山

免田站（日语：／ Menden eki */?）是位於石川縣羽咋郡寶達志水町免田多（タ）106番，西日本旅客鐵道（JR西日本）的七尾線車站。

## 歷史
- 1950年（昭和25年）5月1日 - 日本國有鐵道（國鐵）七尾線高松站至宝寶達站之間開設此站[2]。為旅客車站，可起卸行李[2]。
- 1972年（昭和47年）3月15日 - 成為無人車站。
- 1987年（昭和62年）4月1日 - 伴隨國鐵分割民營化，車站由西日本旅客鐵道（JR西日本）營運。

## 車站構造
車站是一座地面車站，設有1面2線的島式月台，可進行列車交會。下行線旁設有小型車站大樓，車站大樓與月台之間設有跨線橋連接。此站為少數車站大樓經跨線橋連接月台的車站構造。
此站是由七尾鐵道部管理的無人車站，車站大樓內設有自動售票機。

### 月台
| 月台         | 路線    | 上下行 | 方向           |
| ------------ | ------- | ------ | -------------- |
| 車站大樓一方 | ■七尾線 | 下行   | 羽咋、七尾方向 |
| 車站大樓對面 | ■七尾線 | 上行   | 津幡、金澤方向 |

- 在資訊上，此站沒有編排月台編號，月台上沒有展示月台編號，車站時間表也沒有記載月台編號。
- 上行線的路軌為一線通過（日语：一線スルー）結構，當列車不用進行列車交會和通過此站時，下行列車會使用上行月台。但是，此站與其他車站的一線通過結構有差別，直線路軌不是上下行本線，而是分成上行線和下行線。

## 車站周邊
- 大海川（日语：大海川）
- 寶達山（日语：宝達山）
- 國道159號（日语：国道159号）、國道249號 - 在車站西南方有免田路口，為以上兩國道的路口[1]。
- 寶達志水町立押水第一小學
- 石川縣立看護大學（日语：石川県立看護大学）
- 能登里山海道 - 縣立看護大交匯處（日语：県立看護大インターチェンジ）、高松服務區

## 相鄰車站
西日本旅客鐵道
■七尾線
高松－免田－寶達

## 註腳
1. 1 2 3 4 5 6 7  . 週刊朝日百科. 43号 富山駅・高岡駅・和倉温泉駅ほか. 朝日新聞出版. 2013-06-16: 26 （日语）.
2. 1 2 3  「日本國有鐵道公示第76號」『官報』1950年4月28日（國立國會圖書館數碼化收藏）

## 外部連結
- 免田｜車站資訊：JR出門網 - 西日本旅客鐵道（日語）